# اكيسة (واد المخازن)
اكيسة هي إحدى مشيخات المملكة المغربية، تتبع جغرافيا لإقليم القنيطرة وإداريًا لواد المخازن. يقدر عدد سكانها بـ 1240 نسمة حسب الإحصاء الرسمي للسكان والسكنى لسنة 2004.